# 石塚睦
石塚 睦（いしつか むつみ、1930年1月5日 -2018年6月9日 ）は在ペルーの天文学者。国立リマ工科大学名誉教授（2000年）、国立イカ大学名誉教授（2008年）。

## 概略
1951年、ペルーのサンマルコス大学天文学教授ラファエル・ダビラからの同大学創立400周年記念天文台建設計画への参加の呼び掛けに応える形で、上田穣（京都大学宇宙物理学教室教授）の発案により太陽のコロナ観測で大気の澄んだアンデス山脈ティクリオ山への観測所設置が計画され、全国からの募金250万円に上田の退職金200万円が充てられることとなった。この観測に必要なコロナグラフを設置するため、当時京都大学の大学院生として生駒山太陽観測所で観測に従事していた石塚に依頼が来て、1957年に渡航することとなった。
ただし、この間の上田らの調査により、サンマルコス大学によるティクリオ山での天文台建設運営は財政的に困難であること、新たに受入先として名乗りを上げたペルー地球物理学研究所ワンカイヨ観測所において、コロナの観測が可能であることが確認されたことなどから、コロナ観測所の設置候補サイトはワンカイヨ周辺へと変更された。
従って、当初はワンカイヨ観測所においてヘールの分光太陽望遠鏡を試作したような簡単なものでの観測とこの望遠鏡の改良を行なっていたが、22年かけて1979年にコスモス太陽コロナ観測所を完成、その9年後の1988年に観測を開始する。しかし同年8月、ペルー反政府テロ組織に観測所を占拠され赤外線観測装置の供出を強要され、これを拒んだために観測所は同年10月に爆破され、石塚自身も同組織に命を狙われるという事態に陥る。政府側からも夜間活動に有効な同装置を供出したのではないかと疑われ、同国探偵局に付きまとわれたという。しかしそれでも潜伏しながら現地に留まり続け、観測活動とペルーに天文学を根付かせる活動に従事、ペルー国立プラネタリウム・国立イカ大学の太陽観測所・ワンカイヨ宇宙電波観測所・イカ教育天文台などの設立に尽力した。
次男ホセ・イシツカ（ペルーの天文学者、1960年-2020年）と共に観測活動とペルーに天文学を普及させる活動に貢献した。日本とペルーの科学研究の架け橋として親子で活躍しており、日本からも支援の手が差し伸べられている。

## その他
1994年12月に北海道のアマチュア天文家である円館金と渡辺和郎らが発見した小惑星No.7842の名は、石塚の活動に感銘を受けた黒田武彦（兵庫県立西はりま天文台公園公園長・兵庫県立西はりま天文台天文台長）の推薦により石塚（→小惑星の一覧 (7001-8000)）と名づけられた。
2008年6月26日、ペルー地球物理学研究所に同氏の名前を冠した Planetario Nacional 'Mutsumi Ishitsuka' （石塚睦国立プラネタリウム） が開設された。
1983年外務大臣表彰、1999年ペルー共和国国会表彰、2009年、瑞宝小綬章受章。